# 63 Aurigae
Désignations
63 Aurigae (en abrégé 63 Aur) est une étoile géante de la constellation boréale du Cocher. Elle est visible à l'œil nu avec une magnitude apparente de 4,90. D'après la mesure de sa parallaxe annuelle par le satellite Gaia, l'étoile est distante d'environ ∼ 428 a.l. (∼ 131 pc) de la Terre. Elle s'en rapproche à une vitesse radiale héliocentrique de −27,9 km/s.
63 Aurigae est une étoile géante rouge de type spectral K4III. C'est donc une étoile évoluée qui a épuisé les réserves en hydrogène de son cœur, puis qui s'est étendue et refroidie. Son rayon est environ 37 fois plus grand que le rayon solaire, elle est 335 fois plus lumineuse que le Soleil et sa température de surface est de 4 068 K.